# 复古主义
复古主义可以指文化、艺术、宗教上对传统的效法或复兴。

## 宗教
- 基督教：基督教基要主義
- 伊斯兰教：萨拉菲运动

## 艺术
在传统艺术、建筑及设计领域，复古主义指的是重振早期的時代音樂或文化形式。
复古风格（英語：Retro style）特指当代设计中对20世纪中期设计风格的模仿。

## 文化
- 韩愈、柳宗元发起的《古文运动》
- 梁启超、康有为：『尊孔复古』